# Премія Торндайка
Премія Торндайка (E. L. Thorndike Award) — це нагорода Американської психологічної асоціації, яку одержують за життя науковці, що мають значні досягнення в педагогічній психології.
Лауреатами премії стають вчені за найкращі результати, отримані в ході досліджень у галузі педагогічної психології. Тобто її присуджують за оригінальні, наукові, емпіричні дослідження, які здійснили значний внесок у знання, теорію та практику в педагогічній психології.
Наукова нагорода була названа на честь відомого психолога Едварда Лі Торндайка.

## Одержали премію
Джерело: Американська психологічнна асоціація та АПА відділ 15
- 2018 Джоанна П. Вільямс
- 2017 Роберт Славін
- 2016 Едвард Хертель
- 2015 Мішелі Чи
- 2014 Стівен Дж. Сесі
- 2013 Сандра Грехем
- 2012 Кіт Станович
- 2011 Баррі Циммерман
- 2010 Річард Шавельсон
- 2009 Керол Двек
- 2008 Бернард Вайнер
- 2007 Jere Brophy
- 2006 Патрісія Александр
- 2005 Жаклен Еклс
- 2004 Майкл Пресслі
- 2003 Роберт Дж. Стернберг
- 2002 Джоел Левін
- 2001 Джон Бренсфорд
- 2000 Річард Е. Майер
- 1999 Альберт Бандура
- 1998 Лорен Реснік
- 1997 Річард К. Андерсон
- 1996 Девід Берлінер
- 1995 Лі Шульман
- 1994 Джеймс Гріно
- 1993 Самуїл Мессік
- 1992 Роберт Лінн
- 1991 Герберт Клаусмейер
- 1990 Річард Е. Сніг
- 1989  Френк Фарлі
- 1988 Wilbert J. McKeachie
- 1987 Мерлін Віттрок
- 1986 Натаніель Гейдж
- 1985 Ернст Роткопф
- 1984 Анна Анастазі
- 1983 Жанна Чел
- 1982 Роберт Глейзер
- 1981 Джером Брунер
- 1980 Річард К. Аткінсон
- 1979 Патрік Суппес
- 1978 Юліан Стенлі
- 1977 David Ausubel
- 1976 Жан Піаже
- 1975 Джо Гілфорд
- 1974 Роберт М. Ганьє
- 1973 Бенджамін Блум
- 1972 Джон Фланаган
- 1971 Роберт Л. Торндайк
- 1970 Джон Б. Керролл
- 1969 Роберт Дж. Хавігурст
- 1968 Кирило Бурт
- 1967 Лі Кронбах
- 1966 Беррес Фредерік Скіннер
- 1965 Вільям А. Браунелл
- 1964 Сідні Л. Прессі